# Вюнш, Уве
Уве Вюнш (нем. Uwe Wünsch; 15 февраля 1963 года, Франкенберг) — восточногерманский лыжник, призёр чемпионата мира.

## Карьера
В Кубке мира Вюнш дебютировал в 1983 году, тогда же единственный раз в карьере попал в тридцатку лучших в индивидуальной гонке на этапе Кубка мира. Лучшим достижением Вюнша в общем итоговом зачёте Кубка мира является 48-е место в сезоне 1982/83.
На Олимпийских играх 1984 года в Сараево, занял 23-е место в гонке на 15 км классическим стилем, 25-е место в гонке на 30 км свободным стилем, 43-е место в гонке на 50 км классическим стилем и 9-е место в эстафете.
На чемпионате мира 1982 года в Осло завоевал бронзовую медаль в эстафете.